# Konoe Fumimaro
Konoe Fumimaro herceg (kjúdzsitai: 近衞 文麿, sindzsitai: 近衛 文麿, nyugaton Fumimaro Konoe, előfordul még Konoje Fumimaro alakban is) (Tokió, 1891. október 12. – Tokió, 1945. december 16.) japán politikus, miniszterelnök, a történelmi Fudzsivara család leszármazottja.

## Élete
Már az apja is aktívan részt vett a politikai életben: 1903-ban tagja lett az Oroszország-ellenes Társaságnak. A herceg 1919-ben a párizsi békekonferencián hazáját, a győztes Japánt, képviselte. Nagy hatással volt rá Thomas Woodrow Wilson amerikai elnök.

### Miniszterelnök és háború Kínával
1937-ben Konoe Fumimaro herceg lett Japán miniszterelnöke. Ez év augusztusában Sanghajban kínai katonák megöltek két japán matrózt. A miniszterelnök utasította a hadügyminisztert, hogy indítson két divíziót Sanghajba, megtorlásul.

## Halála
Mivel a volt miniszterelnök látta a végső katonai összeomlást 1945 végén megmérgezte magát ciánkálival. 54 évet élt.

## Kormányai
- 1937. június 4. – 1939. január 5. (34. miniszterelnök)
- 1940. július 22. – 1941. július 18. (38. miniszterelnök)
- 1941. július 18. – 1941. október 18. (39. miniszterelnök)

| Elődje: Hajasi Szendzsúró | Japán miniszterelnöke 1937. június 4. – 1939. január 5. | Utódja: Hiranuma Kiicsiró |

| Elődje: Jonai Micumasza | Japán miniszterelnöke 1940. július 22. – 1941. október 18. | Utódja: Tódzsó Hideki |

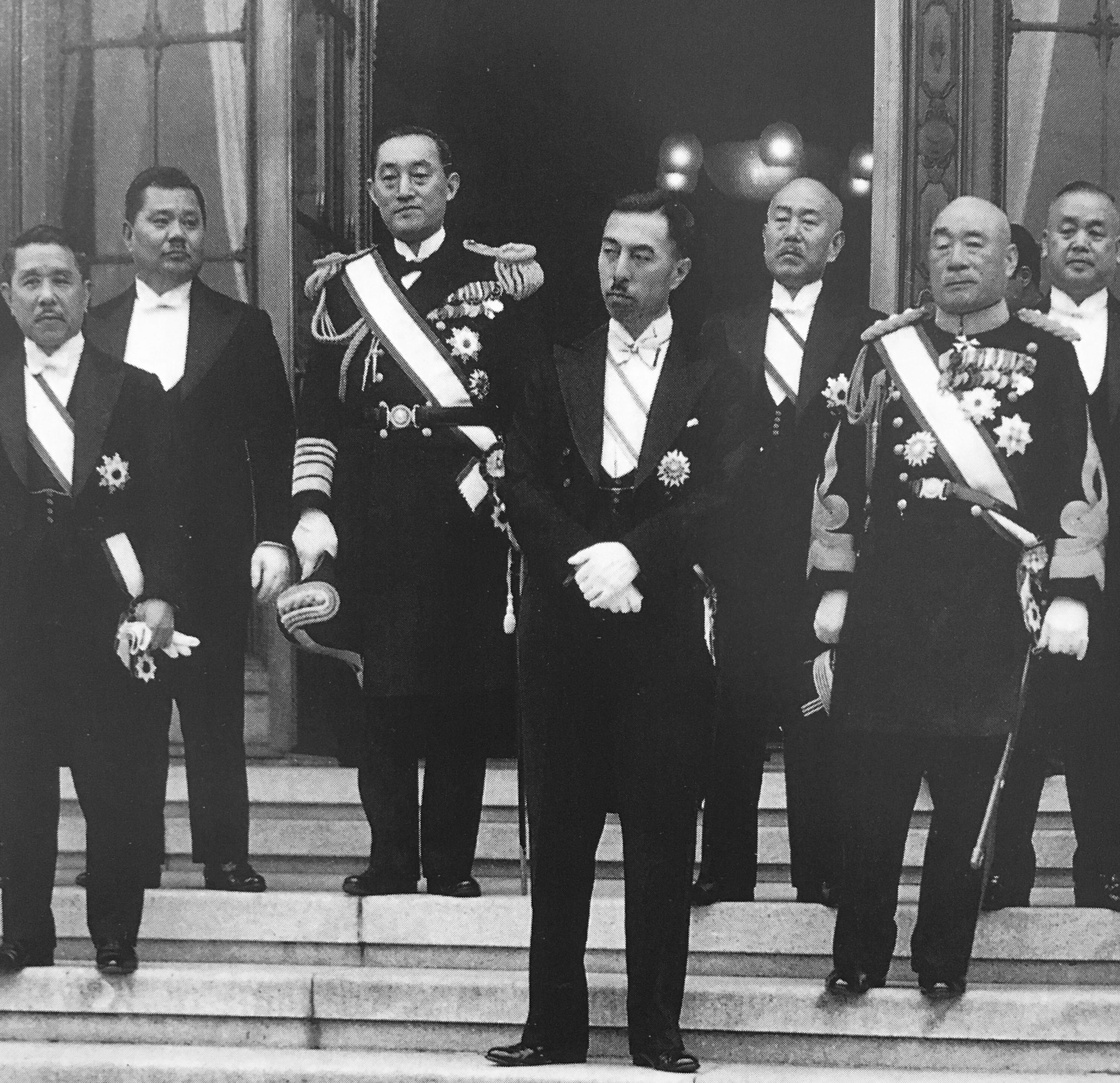
Az első „Konoe-kormány” (a herceg balján Jonai Micumasza (米内光政, 1880–1948) volt miniszterelnök és haditengerészeti miniszter áll) 1937. március 7-én
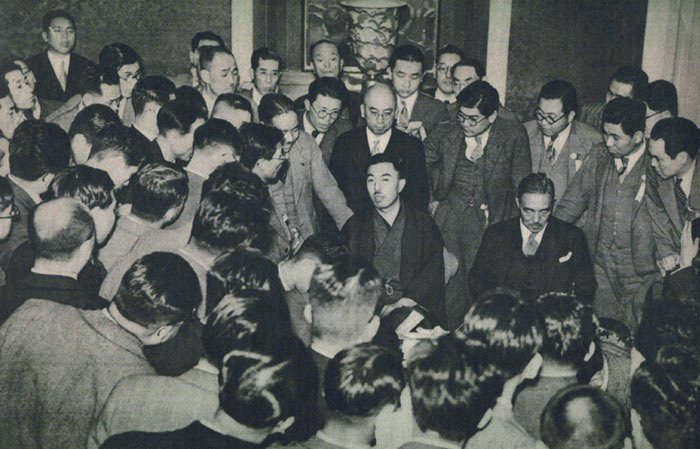
Konoe Fumimaro herceg a japán nyomdászok között 1937. június 2-án
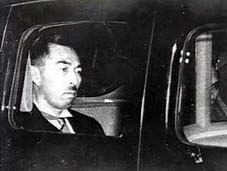
A megtört miniszter (1941 körül)